# Cynthia Geary

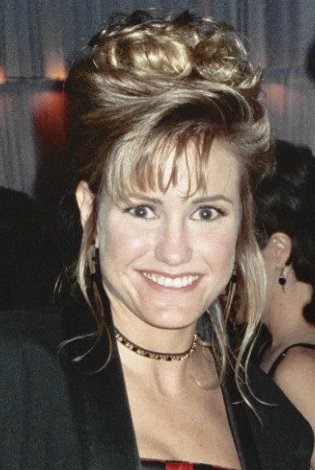
Geary bei der Emmy-Verleihung 1993

Cynthia Geary (* 21. März 1965 in Jackson, Mississippi) ist eine US-amerikanische Schauspielerin, die durch ihre Rolle der „Shelly Tambo“ in der Fernsehserie Ausgerechnet Alaska bekannt wurde.

## Leben
Geary ist die Tochter einer Gesangs- und Musiklehrerin. Schon in jungen Jahren nahm sie, ermutigt durch ihre Mutter, Ballett-, Gesangs- und Klavierunterricht. Sie studierte an der University of Mississippi, wo sie ihren Bachelor of Arts in Gesang machte und Mitglied in der Studentenverbindung „Delta Delta Delta“ war.
Geary ist seit dem 1. Oktober 1994 mit dem Immobilienmakler Robert Coron verheiratet, mit dem sie die beiden Töchter Olivia und Lyla hat. Die Familie lebt in Issaquah, Washington.

## Karriere
Ihre Schauspielkarriere begann mit einer Reihe nationaler Werbespots, darunter Spots für Coca-Cola und General Motors.
Es folgten Gastrollen in Fernsehserien, Fernsehfilmen und Independent-Filmen, darunter in Smoke Signals, einem Film, der auf den Kurzgeschichten des indianischen Autors Sherman Alexie basiert.
Bekannt wurde Geary durch die Verkörperung der Shelly Marie Tambo in der Fernsehserie Ausgerechnet Alaska, für die sie zusammen mit dem übrigen Ensemble 1995 für die Screen Actors Guild Awards in der Kategorie „Outstanding Performance by an Ensemble in a Comedy Series“ nominiert wurde.
In der Serie, die von 1990 bis 1995 produziert wurde, spielt sie die ehemalige Schönheitskönigin „Miss Northwest Passage“, die mit ihrem wesentlich älteren Partner Holling Vincoeur (gespielt von John Cullum) das örtliche Restaurant „The Brick“ in der fiktiven Stadt Cicely in Alaska führt.
Für ihre Darstellung erhielt sie 1992 und 1993 Emmy-Nominierungen in der Kategorie „Outstanding Supporting Actress in a Drama Series“.
In dem 1992 für das Fernsehen gedrehten Film Kidnapping der Nervensägen spielte sie die Mutter der damals 5-jährigen Olsen-Zwillinge Mary-Kate und Ashley Olsen.
1994 hatte sie die weibliche Hauptrolle im Film 8 Seconds an der Seite von Luke Perry und Stephen Baldwin. 1997 folgte – neben anderen – der Film When Time Expires.
Sie sprach die Figur der Katia Anderson in der zweiten Auflage der Professor-Layton-Videospielserie, Professor Layton and the Diabolical/Pandora's Box.

## Filmografie

### Film
- 1982: Küß’ mich, Doc! (Young Doctors in Love)
- 1988: Scharfe Kurven (Dangerous Curves)
- 1990: Rich Girl
- 1994: 8 Seconds
- 1997: Mission Zukunft (When Time Expires)
- 1998: Smoke Signals
- 1998: Killing Grounds – Goldjagd in Kalifornien (The Killing Grounds)
- 1998: Break Up – Nackte Angst (Break Up)
- 2002: The Business of Fancydancing
- 2006: Expiration Date
- 2009: Crimes of the Past
- 2012: Switchmas

### Fernsehen
- 1990–1995: Ausgerechnet Alaska (Northern Exposure)
- 1990: The New Adam-12
- 1991: Us
- 1992: Kidnapping der Nervensägen (To Grandmother’s House We Go)
- 1995: The Awakening
- 1998: You’re the One
- 1998: Outer Limits – Die unbekannte Dimension (The Outer Limits)
- 1998: Love Boat: The Next Wave
- 1998: Fantasy Island
- 1999: Dead Man’s Gun
- 2012: Bigfoot – Die Legende lebt! (Bigfoot)